# Midden-Groningue
Midden-Groningue (en néerlandais : Midden-Groningen, en groningois : Midden-Grunnen) est une commune néerlandaise, située dans la province de Groningue, qui compte environ 60 860 habitants (2022). Son chef-lieu est Hoogezand.

## Géographie
Le territoire de la commune d'une superficie de 295,77 km2 occupe le centre-est de la province de Groningue.

### Communes limitrophes
|                     | Loppersum, Appingedam           | Delfzijl |
| Groningue           | Midden-Groningue                | Oldambt  |
| Tynaarlo ( Drenthe) | Aa en Hunze ( Drenthe), Veendam | Pekela   |

## Histoire
La commune est créée le 1er janvier 2018 par la fusion des communes de Hoogezand-Sappemeer, Menterwolde et Slochteren.

## Lien externe

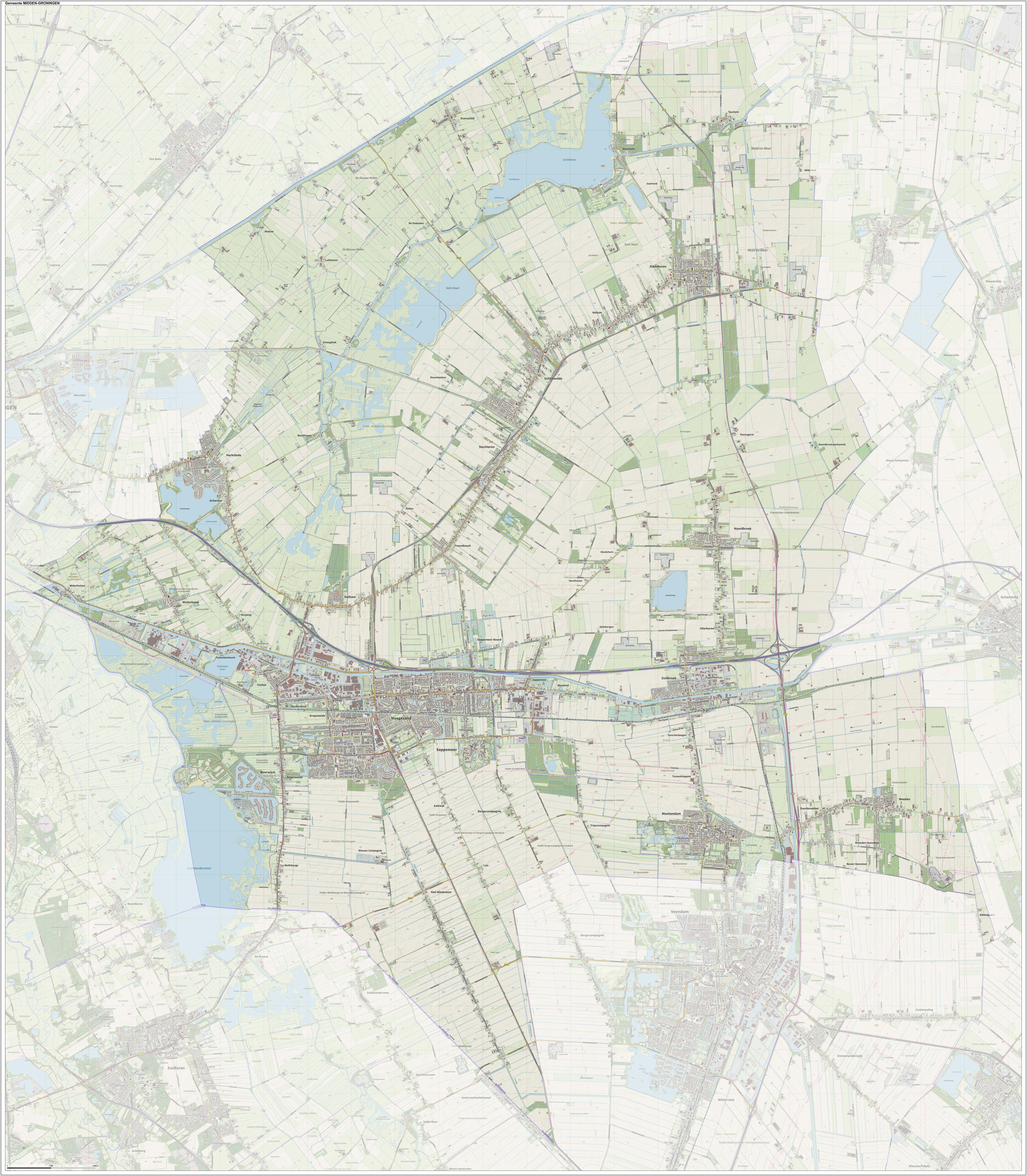
Plan détaillé de la commune de Midden-Groningue